# Chikkamanahalli, Hosadurga
Chikkamanahalli là một làng thuộc tehsil Hosadurga, huyện Chitradurga, bang Karnataka, Ấn Độ.